# Щитники (Велицький повіт)
Щитники (пол. Szczytniki) — село в Польщі, у гміні Ґдув Велицького повіту Малопольського воєводства.
Населення — 683 особи (2011).

## Демографія
Демографічна структура станом на 31 березня 2011 року:
|          | Загалом | Допрацездатний вік | Працездатний вік | Постпрацездатний вік |
| -------- | ------- | ------------------ | ---------------- | -------------------- |
| Чоловіки | 327     | 77                 | 215              | 35                   |
| Жінки    | 356     | 85                 | 204              | 67                   |
| Разом    | 683     | 162                | 419              | 102                  |